# Werner Helmich
Werner Helmich (* 17. Juni 1941 in Asch) ist ein deutscher Professor für Romanistik an der Karl-Franzens-Universität Graz. Er vertritt in Forschung und Lehre poetologische Fragen der französischen, italienischen und spanischen Literatur und gilt als einer der eminenten komparatistisch arbeitenden Aphorismus-Forscher weltweit.

## Leben
Helmich studierte Romanistik, Germanistik und Philosophie an den Universitäten Frankfurt a. M. und Lyon. Er referiert und publiziert in deutscher, französischer, spanischer und italienischer Sprache und sorgt auf diese Weise für eine ungewöhnliche Vernetzung von philologischen, poetologischen und ästhetischen Diskussionen über die Grenzen von Sprachkulturen hinaus.
Seine Forschungsschwerpunkte sind: Romanische Aphoristik, spätmittelalterliches allegorisches Theater, Erzählliteratur der Romania, innerromanische Komparatistik, mehrsprachige Literatur, Poetik der Rezension.

## Werke (Auswahl)

### Als Autor
Aufsätze
- Der wiedererweckte Lazarus. Zu Gestalt und Funktion des Pikaresken in einigen jüngeren spanischen Romanen. In: Iberoromania, 1987, Heft 25, S. 48–66, ISSN 1865-9039
- Canetti auf Spanisch. In: Paul Danler (Hrsg.): Österreich, Spanien und die europäische Einheit. IUP, Innsbruck 2007, ISBN 978-3-902571-11-3, S. 259–290.

Bücher
- Das religiöse Theater (Die Allegorie im französischen Theater des 15. und 16. Jahrhunderts; Bd. 1). Niemeyer, Tübingen 1976, ISBN 3-484-52061-2 (zugl. Dissertation, Universität Frankfurt/M. 1974).
- Der moderne französische Aphorismus. Innovation und Gattungsreflexion. Niemeyer, Tübingen 1991, ISBN 3-484-55009-0 (zugl. Habilitationsschrift, Universität Regensburg).

### Als Herausgeber
- Am Ende. Lebensbilanzen in der zeitgenössischen romanischen Erzählfiktion (Studia Romanica 227), Heidelberg, Winter,  2021, ISBN 978-3-8253-4840-3 (503 S.)
- Ästhetik der Mehrsprachigkeit. Zum Sprachwechsel in der neueren romanischen und deutschen Literatur (Studia Romanica, 196). Heidelberg, Winter, 2016, ISBN 978-3-8253-6555-4
- Ertler, Klaus-Dieter; Helmich, Werner (Hg.) Das Aufsatzwerk von Ulrich Schulz-Buschhaus – Eine Gesamtausgabe. Graz. INIG Datenbank. 2007, ISBN 978-3-8233-6179-4

- Moralités françaises. Réimpression facsimilé de vingt-deux pièces allégoriques imprimées aux XVe et XVIe siècles. Slatkine, Genf 1980, ISBN 2-05-100085-9 (3 Bde.)
- Corrado Rosso: La „Maxime“. Saggi per una typologia critica. Neuausgabe Il Mulino, Bologna 2001, ISBN 88-15-08385-5.
- Poetologische Umbrüche. Romanistische Studien zu Ehren von Ulrich Schulz-Buschhaus. Fink, München 2001, ISBN 3-7705-3611-8 (zusammen mit Helmut Meter und Astrid Poier-Bernhard).
- Ulrich Schulz-Buschhaus: Das Rezensionswerk. Eine Gesamtausgabe. Narr, Tübingen 2005, ISBN 3-8233-6179-1 (zusammen mit Klaus-Dieter Ertler).